# بيتر دودز
بيتر دودز (26 نوفمبر 1933 بديربان في جنوب أفريقيا - ) (بالإنجليزية: Peter Dodds)‏ هو لاعب كريكت جنوب أفريقي. لعب مع Gauteng (cricket team) ‏ وفريق كوازولو ناتال للكريكت ‏.

## وصلات خارجية
- بيتر دودز على موقع إي آس بي آن كريك إنفو (الإنجليزية)